# Mahaweli
Il Mahaweli (in singalese මහවැලි ගඟ mahavæli gaṅga  letteralmente "grande fiume sabbioso"; in tamil மகாவலி ஆறு mahāvali āṟu), è un fiume dello Sri Lanka e in particolare, con i suoi 335 km (208 miglia) di lunghezza, è il fiume più lungo del paese.
Il suo bacino idrografico è il più grande del paese e copre circa un quinto della superficie totale dell'isola. Il fiume raggiunge il Golfo del Bengala all'estremo nord-orientale di Trincomalee.
Il Mahaweli continua come un grande canyon sottomarino, facendo della regione di Trincomalee uno dei più bei porti d'altura del mondo.
A causa della produzione di energia idroelettrica, il fiume è pesantemente arginato in più parti ed è inoltre utilizzato per l'irrigazione di quasi 1000 km² (386²) di terreno..
Il suo principale tributario è il fiume Kotmale Oya.